# Отрадный сельский округ
Отра́дный се́льский окру́г (каз. Отрадный ауылдық округі) — административная единица в составе Жаркаинского района Акмолинской области Республики Казахстан. Административный центр — село Отрадное.

## География
Сельский округ расположен на севере района, граничит:
- на востоке с селом Тасоткель,
- на юге с селом Гастелло,
- на западе и севере с селом Пятигорское.

Через территорию сельского округа протекает река Ишим (с юга на север), проходят автодорога А-16 и железная дорога «Есиль-Аркалык». В селе Кенское имеется одноименная станция.

## История
В 1989 году существовал как Отрадный сельсовет (сёла Отрадное, Актобе и станция Кенская).
Село Шанырак было ликвидировано в 2005 году.

## Население
| Численность населения | Численность населения | Численность населения |
| 1989                  | 1999                  | 2009                  |
| --------------------- | --------------------- | --------------------- |
| 1425                  | ↘1097                 | ↘740                  |

## Состав
В состав сельского округа входят 2 населённых пункта.
| № | Населённый пункт | Тип населённого пункта       | Население, 1989 | Население, 1999 | Население, 2009 |
| - | ---------------- | ---------------------------- | --------------- | --------------- | --------------- |
| 1 | Кенское          | село                         | 239             | 325             | 266             |
| 2 | Отрадное         | село, административный центр | 1 021           | 772             | 474             |
| 3 | Шанырак          | село (бывшее)                | 165             | -               | -               |